# Gomorra e dintorni
Gomorra e dintorni è un romanzo di fantascienza di Thomas Michael Disch pubblicato per la prima volta negli Stati Uniti nel 1965 dalla Berkley Books con il titolo originale The Genocides. Il lavoro fu candidato, nello stesso anno, al premio Nebula (poi vinto da Dune, di Frank Herbert).
Con due differenti copertine di Karel Thole e per la traduzione di Bianca Russo, il romanzo è stato edito per la prima volta in Italia nella collana Urania nel 1966 (numero 449 del 20 novembre 1966) e ripubblicato nella collana Urania Classici (numero 12 del marzo 1978).
Nonostante Disch non reclamò ispirazione diretta per il romanzo, in un'intervista dichiarò che stava leggendo Anna Karenina mentre stava scrivendo The Genocides  e fu ispirato dalla scrittura di Tolstoi.

## Trama
Anno 1979: la Terra è sconvolta da una infestazione di sconosciute ed indistruttibili enormi piante di alto fusto, che, a partire dall'aprile del 1972, nel giro di un lustro hanno invaso ogni habitat e portato la maggioranza delle specie sull'orlo dell'estinzione.
La civilizzazione umana crolla. Costretta a rinchiudersi in piccole comunità isolate, disgregata dalla lotta fra simili, la stessa specie umana appare minacciata nella sua esistenza, complice anche una cattiva gestione della crisi globale.
Nelle grandi città, come nei piccoli paesi, vi sono stati tumulti, saccheggi ed oramai le società sono ridotte a comunità di poche centinaia di individui, che sterminano senza pietà i gruppuscoli di sbandati, quando li sorprendono nel proprio territorio.
La situazione è complicata da squadriglie di oggetti volanti che si aggirano nei cieli, dando fuoco a tutto; città e campagne, animali ed esseri umani sono oggetto di questa opera distruttiva.
Buddy Anderson è il fratellastro minore di Neil e figlio del patriarca di una di queste comunità di sopravvissuti; la sua famiglia ha dovuto lasciare la cittadina rurale di Tassel in seguito all'infestazione ed il vecchio Anderson si è dato da fare per assicurare la sopravvivenza del clan nei sempre più rigidi inverni e per dirigere ed amministrare il nuovo villaggio, battezzato in maniera altisonante "Nuova Tassel". Già ai vecchi tempi, prima dell'arrivo delle "Piante", Buddy aspirava a un'esistenza diversa; ma, in seguito, ogni cosa era mutata, ogni progetto era tramontato, ed al giovane Buddy non era rimasto che tornare al villaggio. Per Neil, invece, l'aspirazione più grande è la conquista del ruolo di capo della comunità; forte fisicamente, crudele e un po' ritardato, Neil è un individuo pericoloso per il prossimo e pieno di complessi d'inferiorità.
In questo contesto difficile e spietato, fatalmente prevale, senza mezzi termini, la legge del più forte: un giorno, un gruppo di sbandati, peraltro senza cattive intenzioni, viene sorpreso dalla comunità di Anderson e massacrato senza pietà. Solo due persone vengono risparmiate, perché potenzialmente utili per la comunità: Alice Nemerov, un'ex-infermiera, e Jeremiah Orville, che nella sua esistenza precedente all'invasione delle Piante svolgeva la professione di ingegnere minerario.
Orville, che viene torturato per essere indotto a rivelare il suo passato, nella strage perde la sua compagna. Comincia, così, a covare un risentimento e un desiderio di vendetta per il clan degli Anderson che, paradossalmente, gli dà la forza di sopravvivere; egli è un uomo colto ed intelligente, e inizia così a conquistarsi una certa stima fra i sopravvissuti, compreso il vecchio Anderson. Ma le cose prenderanno una piega imprevista. La comunità è attaccata dagli inceneritori volanti; Neil, per un grossolano errore, ammazza l'unica vacca scampata, che aveva appena partorito un vitellino, ormai destinato a morire; il gruppo è minacciato sempre più nella sua sopravvivenza. Alla fine proprio Orville troverà il modo per superare il durissimo inverno: scendere nelle radici delle Piante, che sono cave e si spingono in profondità nel sottosuolo; e, ciò che più conta, custodiscono il frutto, che è nutriente e saporito. Così, i sopravvissuti iniziano una nuova esistenza sotterranea, nel cuore della terra. 
Ma la rinnovata disponibilità di cibo, la mancanza di obiettivi, la vita condotta prevalentemente al buio, minano la struttura della comunità e creano i presupposti per una piccola insurrezione, nella quale alcuni rimangono uccisi. Inoltre i pericoli non sono finiti: gli esseri umani non sono i soli occupanti del frutto delle Piante; i topi rappresentano un'insidia continua e il vecchio Anderson, che è stato morsicato, si ammala gravemente. Ridotto in fin di vita, chiede a Neil di radunare tutti: ha intenzione di passare lo scettro del comando del gruppo, che oramai conta solo ventiquattro persone, a Orville anziché al proprio primogenito. E qui, dopo aver allontanato gli altri, Neil uccide, soffocandolo, il padre che aveva designato un estraneo al posto di suo figlio come guida per la comunità. Dopo di che si autoproclama capo e decide di eliminare Orville. Sfortunatamente per lui, il suo gioco viene subito scoperto dall'occhio esperto di Alice Nemerov, che per questo verrà uccisa a sua volta. Ma la verità è trapelata, e Neil viene abbandonato al suo destino nel labirinto delle radici. 
L'inverno è finito; la primavera fa sgorgare, impetuoso, un fiume di linfa nei vasi capillari delle Piante; è giunto il tempo del raccolto. Gli invasori sconosciuti raccolgono i frutti attraverso immani sistemi aspiranti, che causano a loro volta altre vittime. Dopo di che danno fuoco a tutto: la Terra è ricoperta da una coltre nera di cenere, che fa sperare che il tempo delle Piante sia finito. Sei superstiti emergono dal sottosuolo; custodiscono gli ultimi residui del frutto, sottratti ai «padroni del raccolto». Sperano così di sopravvivere fino all'estate. Ma, ancora una volta, il mondo si ricopre di un tappeto verde; in poche settimane le piantine divengono Piante, la Terra si riveste della foresta non più aliena, nell'attesa di un nuovo raccolto. I superstiti non hanno più speranze, progetti, avvenire; aspettano solo la fine della giornata. La profezia di Geremia sembra dar forma alla scena finale:
hanno calpestato il mio campo.

Hanno fatto del mio campo prediletto

un deserto desolato,

lo hanno ridotto una landa deserta,

in uno stato deplorevole;

sta desolato dinanzi a me. (...)
Sono diventate una desolazione le sue città,

un terreno riarso, una steppa.

Nessuno abita più in esse

non vi passa più nessun figlio d'uomo. (...)
La figlia di Babilonia è come un'aia

al tempo in cui viene spianata;

ancora un poco e verrà per essa
il tempo della mietitura.»
(Profezia di Geremia)

## Commento
Come accade nella realtà, un semplice elemento apparentemente innocuo - in questo caso una pianta - se viene moltiplicato per milioni di volte ed arricchito di sovrabbondante vitalità, può rappresentare il fattore capace di sovvertire interi ordini sociali e naturali. Nel caso del romanzo di Disch, la pianta di alto fusto diviene l'artefice della dissoluzione della umana specie.
Il quadro tratteggiato è fosco e realistico. L'autore sembra suggerire che, in assenza di un ordine sociale ben definito, che peraltro gli appare precario, i comportamenti degli individui tendano a slittare inevitabilmente verso forme violente e spietate (concezione dell'homo homini lupus). 
Tutto si esaspera, nella brutalità della lotta per l'esistenza. Così, la xenofobia diventa strage, la fame antropofagia, la ricerca di cibo banditismo. La scarsità di risorse porta le piccole comunità a chiudersi e ad eliminare ogni potenziale minaccia. Quando il clan di Anderson si imbatte nel gruppo di Orville, non si limita a torturarne ed ucciderne i componenti ma ne fa salsicce per l'inverno. E tuttavia perfino l'atrocità di questi gesti viene in qualche modo smussata e resa comprensibile dallo stato di precarietà in cui versa la condizione umana nella terra infestata.
Gli invasori restano sullo sfondo, in un modo molto inusuale per la letteratura fantascientifica classica; solo un freddo e breve diario di bordo alieno ci fa intravedere i tratti di dominatori che non hanno intenzione di stabilire alcun rapporto con il genere umano. Più che combattere, gli extraterrestri si appropriano della Terra come atto compiuto; piuttosto che invasori, essi sono i "nuovi proprietari". Ed è proprio questo aspetto che forse più ha sfibrato gli esseri umani: non c'è il volto o l'uniforme del nemico, non c'è nessuno contro cui lottare, non c'è storia. Come l'uomo non ha mai dichiarato guerra a uno scarafaggio, ma si è limitato a schiacciarlo, così gli alieni si sono limitati a disinfestare il loro pianeta.
Nella descrizione dell'epopea dei sopravvissuti (a differenza di quanto potrebbe suggerire il titolo italiano ma non quello originale) lo stile è asciutto e mai morboso; ma, certo, Disch non risparmia i tetri colori in questo suo affresco sulla fine dell'umanità.

## Edizioni
- Thomas M. Disch, The Genocides, Berkley Books, 1965.
- Thomas M. Disch, Gomorra e dintorni, traduzione di Bianca Russo, collana Urania n° 449, Mondadori, 1966,  p. 142.
- Thomas M. Disch, Gomorra e dintorni, traduzione di Bianca Russo, collana Urania Classici n° 12, Mondadori, 1978,  p. 160.